# Tour Aurore
La tour Aurore est un gratte-ciel de bureaux situé dans le quartier d'affaires de La Défense, en France (précisément place des Reflets à Courbevoie). Elle mesure 110 mètres pour 29 étages.
Contrairement à beaucoup d'autres tours qui prirent un parti de verticalité dans la structure de la façade, celle de la tour Aurore a une structure horizontale. À chaque étage, les vitres forment une bande continue sur tout le pourtour du bâtiment, ce qui permet une vue totalement panoramique.
Dans le plan-masse de la Défense, l'emplacement de la tour Aurore a pour nom de code CB17.
Dans le cadre du plan de renouveau de La Défense, la tour Aurore devait être démolie, afin de laisser place à la Tour Air².
À la suite de l'annulation de cette dernière, un projet de rénovation de la tour est en cours, consistant en une surélévation et modification des façades portant la hauteur totale du projet à 131 m. La livraison du projet est prévue en 2023.

## Iconographie

Sommet de la tour Aurore.
Tour Aurore (vue du sol).
La tour à l'abandon en 2011 avant sa rénovation.
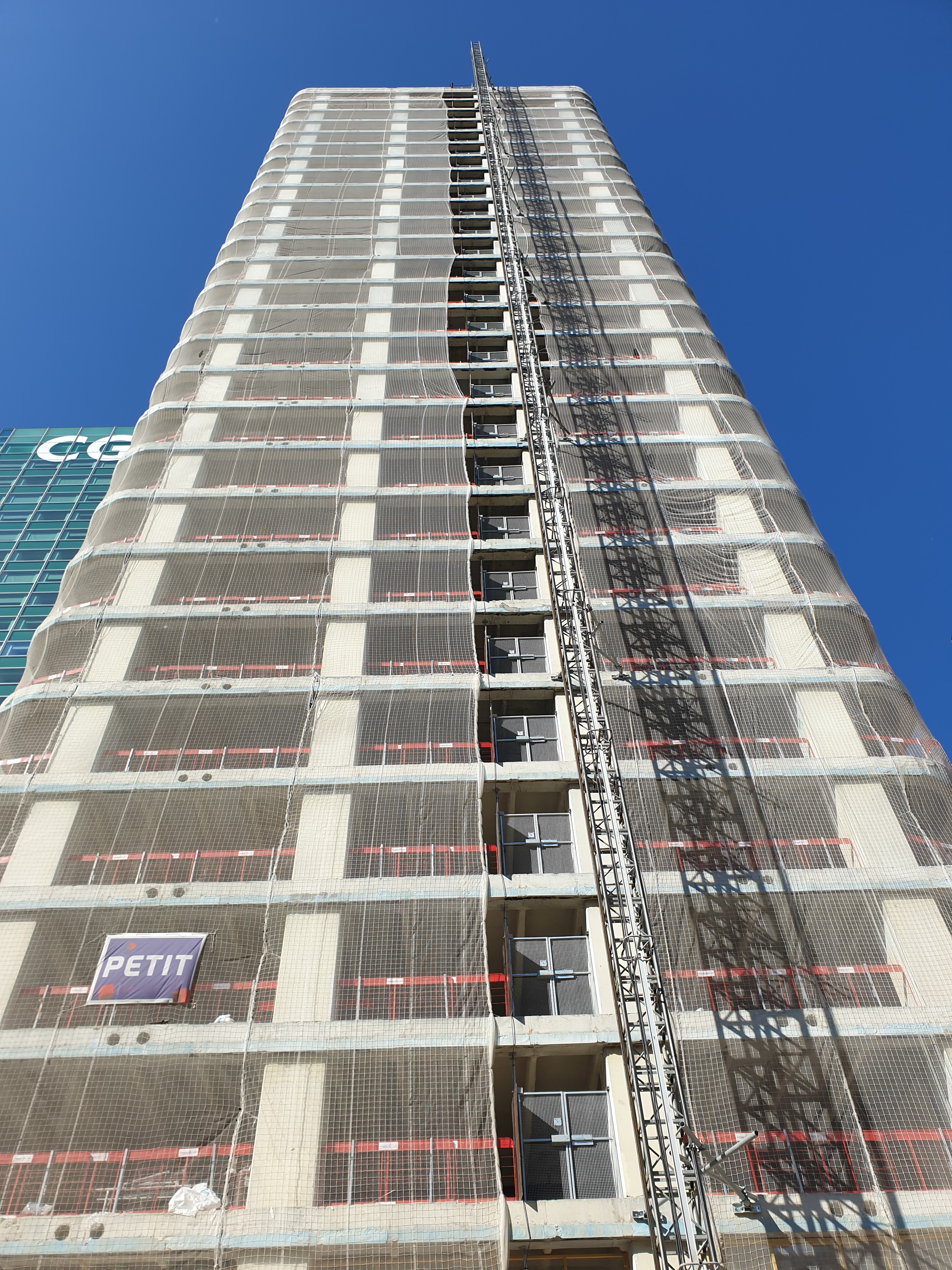
La tour en rénovation en mai 2020.
La tour en rénovation en juillet 2020.